# Humbertus Guilelmus de Precipiano

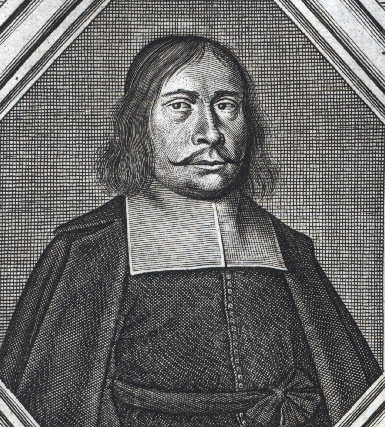
Humbertus Guilelmus de Precipiano

Bischofs- und Familienwappen von Percipiano

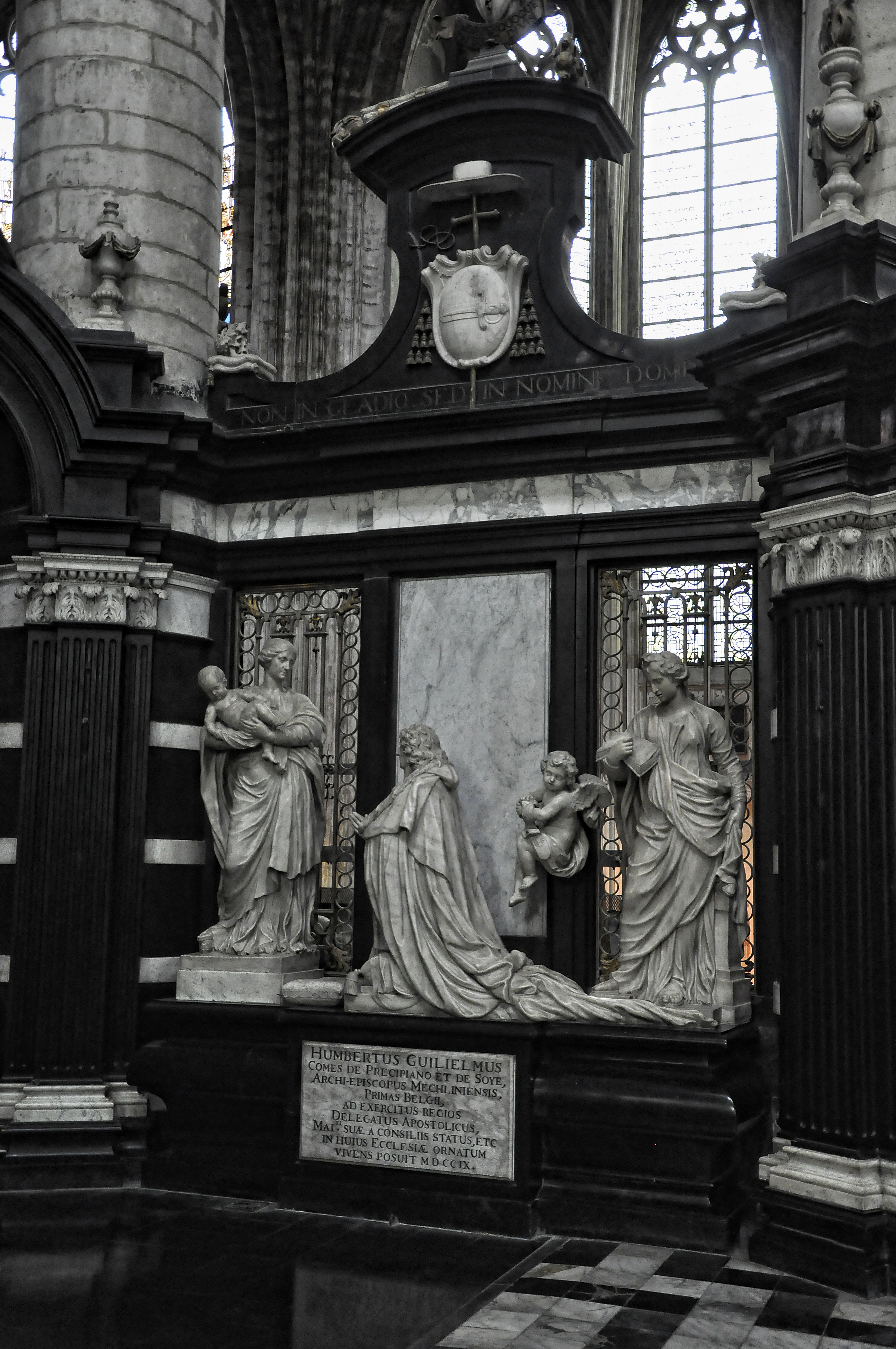
Grabmal von Percipiano in der Kathedrale von Mecheln

Humbertus Guilelmus de Precipiano (auch: Humbertus Wilhelmus de Precipiano; * 12. September 1627 in Rougemont; † 9. Juni 1711 in Brüssel) war ein römisch-katholischer Bischof und spanisch-niederländischer Regierungsbeamter.

## Leben
Precipiano wurde in Konstanz und in Besançon in Philosophie sowie in Theologie an der Jesuitenschule in Löwen ausgebildet. Anschließend ging er an die Universität in Dole. Dort erwarb er ein Lizentiat der Rechtswissenschaften und einen Doktor der Theologie. Er wurde am 25. März 1661 zum Diakon, dann am 27. März 1661 zum Priester geweiht. Es folgte eine Karriere im Metropolitankapitel von Besançon. Er wurde dort nacheinander Chorherr, Erzdiakon und Dekan. 
Precipiano wurde vom König Philipp IV. zum Abt von Bellevaux ernannt sowie zum Rat für Kirchenangelegenheiten an seinem burgunder Hof von Dole. Darauf, 1667, schickte ihn der König zum immerwährenden Reichstag nach Regensburg als Bevollmächtigter für die Freigrafschaft Burgund. Fünf Jahre später, 1672, wurde er nach Madrid an den Hof des Königs berufen. Dort war er der leitende Rat für die Angelegenheiten der Spanischen Niederlande und von Burgund.
Am 7. Dezember 1682 erfolgte die Ernennung Percipianos zum Bischof von Brügge, zu dem er am 21. März 1683 zum geweiht wurde. Am 12. Juli 1689 wurde er zum Erzbischof von Mechelen auserwählt und 1690 als solcher bestätigt. Seine Amtszeit war durch den Kampf gegen den Jansenismus geprägt, der unter anderem durch französische Flüchtlinge Verbreitung fand. Er hielt dazu unter anderem drei bischöfliche Versammlungen 1691, 1692 und 1697 ab. 1703 gelang ihm die Verhaftung des führenden Jansenisten Pasquier Quesnel.
Er wurde in der Kathedrale von Mecheln beigesetzt.